# Gafas estenopeicas

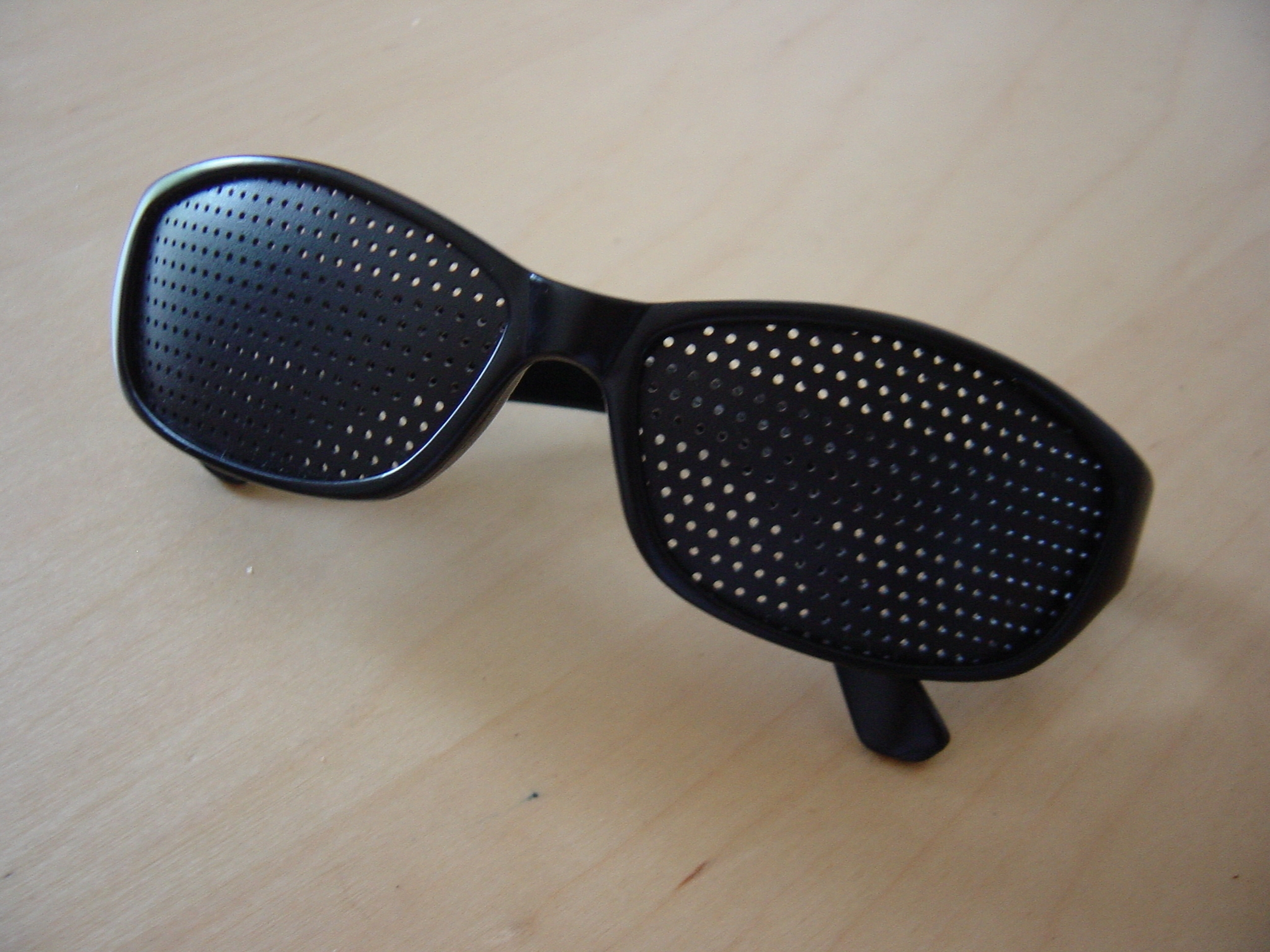
Gafas estenopeicas

Las gafas estenopeicas, también conocidas como pinholes, o reticulares son gafas con una serie de perforaciones del tamaño de un agujero de alfiler que rellenan una lámina opaca de plástico en lugar de cada lente. Los oculistas utilizan agujeros estenopeicos como herramienta de diagnóstico. Cuando alguien tiene una enfermedad ocular, reenfocar y limitar los rayos de luz con agujeros estenopeicos es una forma de determinar cuál es la causa. También hay estudios limitados sobre sus usos terapéuticos, en particular para la presbicia. Si bien los agujeros estenopeicos tienen usos clínicos, los expertos dicen que las gafas estenopeicas no corrigen la visión de forma permanente, e incluso pueden ser inseguros para usar a largo plazo.
Algunas terapias alternativas las recomiendan como tratamiento para la miopía, el astigmatismo y otras afecciones oculares, sin embargo no hay evidencia médica que sugiera que sean efectivos para estos usos. En 1993 la Comisión Federal de Comercio de Estados Unidos prohibió a las empresas estadounidenses publicitar las gafas reticulares como tratamiento para enfermedades visuales.

## Historia
El oftalmólogo ruso Svyatoslav Fyodorov desarrolló las gafas estenopeicas en la década de 1960 con el objetivo de permitir el acceso de las mismas a personas de escasos recursos que no podían adquirir las de cristal. Pero con el avance de la tecnología y abaratamiento de los costos, las gafas estenopeicas cayeron en el olvido En 1920 el oftalmólogo estadounidense William Bates en varios libros formuló la teoría que con la práctica regular de ejercicos oculares los ojos recuperan su capacidad de enfocarse adecuadamente, lo que llevaría a mejoras de la vista permanentes. Teoría criticada en su época y de la que no había evidencia que la respalde; igual que actualmente.
La idea que ejercitar los músculos del ojo pueden mejorar la visión conserva cierta popularidad en la actualidad. Algunas terapias alternativas dicen que mirar a través de los agujeros de las gafas estenopeicas ejercita los músculos ciliares, por lo que los ojos recuperarían su capacidad de enfocarse adecuadamente, lo que llevaría a mejoras de la vista permanentes. Sin embargo no había, ni hay actualmente, evidencia médica que respalde estas creencias.
En el campo médico, durante décadas, han usado los agujeros estenopeicos como instrumento de diagnóstico, y de forma experimental, se han creado y probado lentes de contacto con agujero, lentes de agujero para operaciones de cataratas y gotas para los ojos que encogen la pupila, creando un agujero natural. Pero si bien estos mejoraron el enfoque, tenían los mismos inconvenientes que las gafas estenopeicas y, por lo tanto, han sido abandonados.

## Funcionamiento

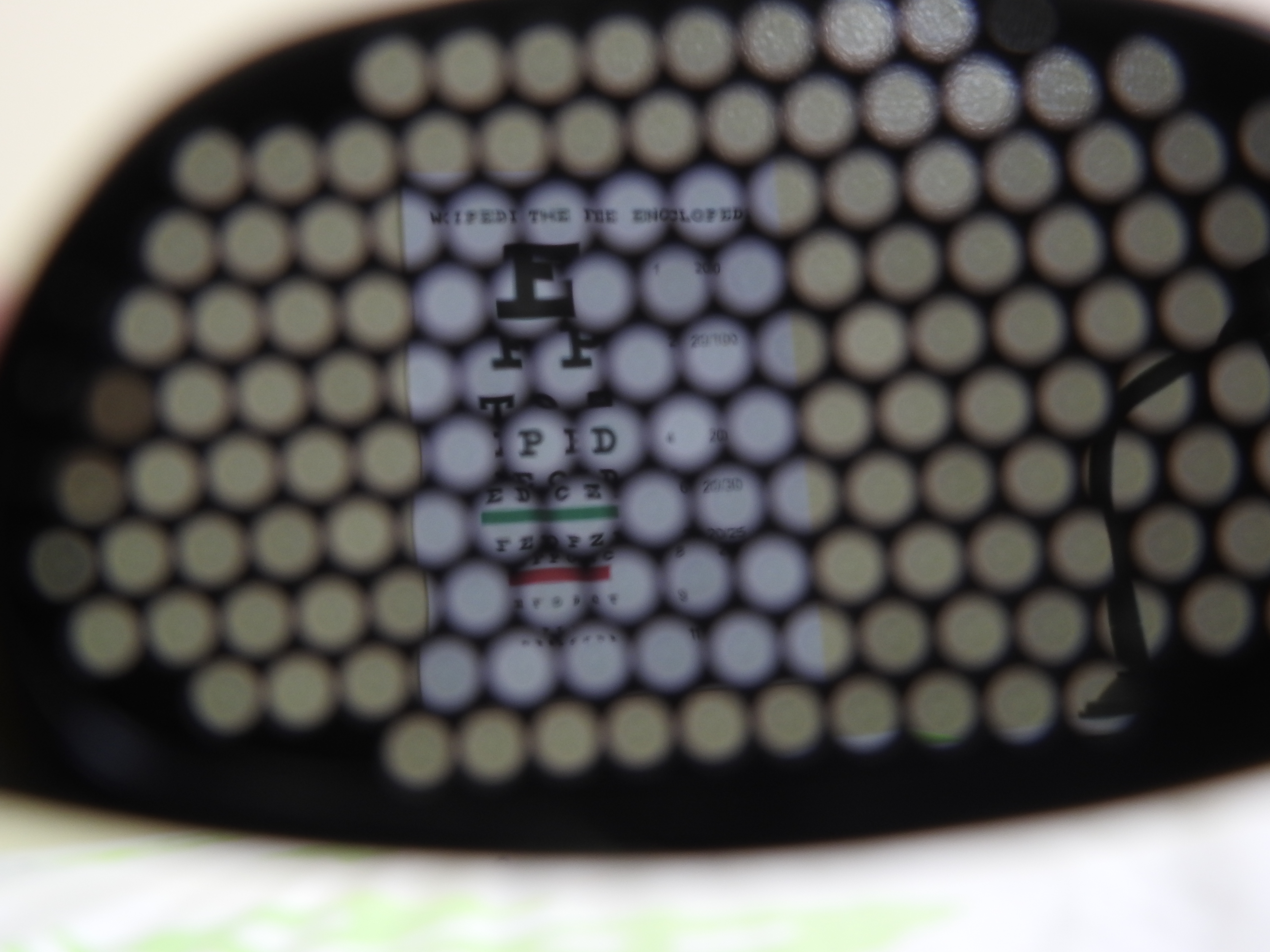
Las gafas oscurecen la imagen y bloquea algunos de los detalles

Las lentes convencionales y las lentes de contacto redirigen y enfocan los rayos de luz hacia la retina, los estenopeicos, en cambio, limitan la cantidad de luz que entra. Limitar la cantidad de luz que entra en la pupilas reduce el campo llamado "círculo borroso" en la parte posterior de la retina, este da a la visión más claridad cuando llevan las gafas estenopeicas. Esto puede ser útil en ciertos entornos clínicos, sin embargo, tiene un costo: Limitar la cantidad de luz que entra en el ojo reduce la calidad de la imagen. Si bien la imagen es nítida, también es tenue. La percepción de profundidad también se pierde, los colores pueden ser turbios y la visión periférica se limita. Las gafas reticulares solo cortan los rayos de luz periféricos y reducen el círculo borroso en la retina; no cambiando nada en el cristalino ni en el músculo ciliar.

## Usos
Tanto oftalmólogos como optometristas, usan clínicamente agujeros estenopeicos para examinar los ojos de un paciente y determinar problemas en la vista. Se utilizan para detectar si la pérdida de la visión es por problemas de refracción, es decir, para determinar si las gafas pueden mejorar la visión o no.
Algunas terapias alternativas las recomiendan para leer y realizar diversas actividades con la idea que pueden ayudar a corregir problemas visuales como la presbicia, la miopía, el astigmatismo o la hipermetropía, al ejercitar los músculos oculares. Sin embargo, no hay evidencia concluyente o ensayos clínicos que respalden esta creencia.
Las gafas estenopeicas pueden mejorar la visión pero solo temporalmente. Una persona con miopía o astigmatismo que usa lentes estenopeicos verá con más claridad cuando los use, pero el efecto desaparece después de quitárselos. Se logra un efecto similar entrecerrando los ojos. No pueden ser usados como sustitutos de lentes de sol porque no protegen los ojos de los rayos solares.

### Evidencia
Los oculistas son escépticos sobre el uso de lentes estenopeicos para ejercitar los ojos. Hay condiciones muy inusuales que a veces se pueden aliviar con ejercicios oculares, pero no hay evidencia que sugiera que las personas pueden curar o mejorar su miopía, hipermetropía u otro problema ocular con ejercicios.
Un estudio descubrió que los anteojos estenopeicos proporcionaron mejoras temporales en la visión de cerca y de lejos, pero a expensas de la mayoría de los otros factores probados. Las personas que usaban las gafas podían ver el texto con mayor claridad y leerlo más rápido pero también experimentaban más fatiga visual e incomodidad.
Un estudio coreano de 2017 encontró que los anteojos con orificios mejoran la agudeza visual mientras se usaban debido al "efecto estenopeico" que reduce la visión periférica pero "causaron una molestia ocular significativa después de la lectura". Un estudio de Malasia de 2018 encontró que las gafas estenopeicas "no mejoraron el error de refracción de los participantes miopes".
Un estudio de 1993 que comparó las gafas estenopeicas con gafas refractivas y encontró que "las gafas estenopeicas causan una constricción del campo periférico, así como una depresión generalizada o atenuación de todo el campo visual", esto significa que el uso de las gafas por la noche o mientras se conduce puede ser peligroso.

## Contraindicaciones
Los lentes estenopeicos reducen el tamaño del campo visual y la luz, dado que bloquean la visión periférica. Las gafas estenopeicas no son funcionales fuera de entornos controlados, pues limitan parte de lo que se mira. No se pueden usar gafas estenopeicas mientras se conduce u opera maquinaria. Estudios clínicos encontraron que el uso de gafas estenopeicos para leer producía una fatiga visual excesiva.  Tratar de trabajar, leer o escribir con las gafas reticulares puede ser incómodo y causar dolor de cabeza. Los dolores de cabeza probablemente son causados por el esfuerzo de enfocar con poca luz. También es probable que causen poliopia, una alteración del sistema nervioso, lo que provoca la visión de imágenes múltiples. Además, produce dilatación permanente de la pupila.